# Basil Hiley
Basil J. Hiley (Myanmar, 15 de novembro de 1935) é um físico britânico. Foi professor da Universidade de Londres.
Filho de um militar britânico, foi para a Inglaterra com doze anos de idade. Estudou no King's College de Londres, onde obteve um doutorado em 1962, orientado por Cyril Domb e Michael Fisher. Em 1961 foi Lecturer do Birkbeck College, onde David Bohm era professor. Começou a trabalhar com ele, com quem publicou o livro The Undivided Universe em 1993. Em 1995 obteve uma cátedra no Birkbeck College.
Em 2012 recebeu o Prêmio Majorana.

## Obras
- com David Bohm: The Undivided Universe: An Ontological Interpretation of Quantum Theory, Routledge, 1993
- Editor com David Peat Quantum implications. Essays in Honor of David Bohm, Routledge 1987
- com David Bohm An ontological basis of quantum theory I, Physics Reports, 144, 1987, 323-348